# Rolf Richter (Germanist)
Rolf Richter (* 20. April 1936 in Frankfurt an der Oder; † 19. Oktober 2018) war ein deutscher Germanist und Hochschullehrer.

## Leben
Er erwarb 1959 das Diplom in Greifswald, 1963 die Promotion zum Dr. phil. unter dem Titel Zur Aufnahme sowjetischer Stummfilmkunst in Deutschland von 1923 bis 1933 an der Universität Greifswald und ebenda 1969 die Habilitation in Slawistik zu Probleme der sozialistischen Satire. Erläutert am Beispiel ihrer Stellung in der russischen Sowjetliteratur von 1953–1961. 
Von 1968 bis 1972 arbeitete Richter für den Kulturbund der DDR. Von 1973 bis 1988 nahm er nebenberuflich einen Lehrauftrag Kulturpolitik der SED für das Fernstudium der drei Nordbezirke der DDR an der Parteihochschule der SED wahr. Er war von 1973 bis 1981 Hochschuldozent für Kulturtheorie und von 1981 bis 1992 außerordentlicher Professor für Kulturtheorie an der Universität Rostock.
Er wurde auf dem Neuen Friedhof in Rostock beigesetzt.

## Schriften (Auswahl)
- Kultur im Bündnis. Die Bedeutung der Sowjetunion für die Kulturpolitik der DDR. Dietz, Berlin 1979.
- Willi Bredel. Ein deutscher Weg im 20. Jahrhundert. Neuer Hochschulschriftenverlag, Rostock 1998, ISBN 3-929544-30-X.
- Schreibend über die Dinge kommen. Zu Christa Wolf. Neuer Hochschulschriftenverlag, Rostock 1998, ISBN 3-929544-50-4.
- Deutschreden. BS-Verlag, Rostock 2002, ISBN 3-89954-009-3.
- Dauerspannung. Kulturpolitik in der DDR. Koch, Rostock 2002, ISBN 3-935319-19-3.
- Ortssuche. BS-Verlag, Rostock 2003, ISBN 3-89954-071-9.